# Cristian Mihail Teodorescu
Cristian Mihail Teodorescu (n. 19 octombrie 1966, București, România) este un fizician și scriitor român de literatură științifico-fantastică. A absolvit Facultatea de Fizică a Universității din București. Lucrează la Institutul Național de Cercetare-Dezvoltare pentru Fizica Materialelor București-Măgurele.

## Activitate literară
- A scris și publicat povestiri SF în Almanahul Anticipația și în Almanahul Science Fiction. A scris și publicat eseuri în diverse publicații (Revista SRSFF, Luceafărul de Dimineață, Helion)
- Autor al cărții Senzoriada, Editura Nemira (2014)
- Autor al cărților SF Unu (Editura Bastion, 2008) și SF Doi (Editura Bastion, 2010)
- Autor al prozei Iar visezi femei? din cuprinsul antologiei XENOX, Editura Nemira (2014)
- Autor al prozei Transparenți și semiconductori din cuprinsul antologiei Călătorii în timp (Editura Nemira, 2013)
- Autor al prozei Bing, Bing, Larisa din cuprinsul antologiilor Bing, Bing, Larisa (SRSFF, 2013), Cerul de sticlă (2013), Anthology of European Speculative Fiction (2013), Antologia prozei românești science-fiction (Editura Paralela 45, 2018)
- Autor al prozei Pedalați și fiți fericiți din cuprinsul antologiei La orizont, această constelație..., Editura Albatros (1990)